# Черкаський Бишкин
Черкаський Бишки́н — село в Україні, у Слобожанській міській громаді Чугуївського району Харківської області. Населення становить 625 осіб.

## Географія
Село Черкаський Бишкин лежить на лівому березі річки Сіверський Донець, на протилежному березі річки розташоване село Нижній Бишкин. Русло річки звивисте, утворює багато лиманів, стариць і заболочених озер, зокрема озеро Біле. До села примикає великий лісовий масив (сосна). На північний схід від села у лісі на відстані 1 км від села велике озеро озеро Борове.

## Походження назви
Найменування села виникло завдяки його розташуванню на Бишкинському перевозі, через річку Сіверський Дінець. В 1571 році, згадується наявність на ньому путивльської, та рильської сторожі.
Уточнення «черкаський», вказує на заселення його саме козацькими родинами.

## Історія
1663 — дата заснування села осадчим Яківом Чернігівцем.. Який пізніше став полковником Балаклійського козацького полку.
Приблизно у 1665 році, в Бишкині збудовано перший храм.
1679 році село стало частиною Ізюмської оборонної лінії.
У 1680 році, Бишкинським сотником був Федір Савощенко.
У 1688 році, чергова татарська навала завдала лиха бишкинським мешканцям. 11 червня, та 17 серпня захоплено в полон, а також знищено декілька мешканців Черкаського Бишкину.
У 1697 році, Бишкинським сотником був Семен Онісьйович.
У 1698 році, Бишкинським сотником був Дацко Бут.
У 1732 році, Бишкинським сотником поставлений був Роман Петрович Любицький, замість колишнього сотника Семена Степановича.
У 1742 році, Бишкинським сотником був Василь Вербецький, отаманом Олександр Любицький. Вони фігурують у справі з посвяченням нового священика Михайла Андрійовича Шапошникова (сина лиманського отамана).
За переписом у 1732 році було:
- сотник, з чотирма своїми синами;
- 270 козаків, та підпоміжників;

1751 року, побудовано Свято — Троїцький храм, з престолом на честь Успіння Богородиці.
1803 — на місці старого Свято — Троїцького храму, за кошт прихожан, був побудований новий дерев'яний храм, в стилі українського бароко, місцевої архітектурної «лиманської школи».
У Черкаському Бишкині проводилися три ярмарки: 17 березня, 26 вересня, та у Рахманський Великдень;
Парафіян у Лимані було:
- 1770 рік — 660 чоловік, 630 жінок;
- 1790 рік — 752 чоловік, 725 жінок;
- 1810 рік — 872 чоловік, 968 жінок;
- 1830 рік — 909 чоловік, 911 жінок;
- 1850 рік — 802 чоловік, 869 жінок.

У 1930-х роках радянськими окупантами храми Святої Трійці та Святого Михайла знищені.
Під час організованого радянською владою Голодомору 1932—1933 років померло щонайменше 89 жителів села.

## Економіка
- Молочно-товарна ферма.
- Фермерське господарство